# Arado Ar 64
L'Arado Ar 64 est un chasseur allemand de l'entre-deux-guerres. Cet avion fut surtout le premier chasseur construit en série en Allemagne depuis la fin de la Première Guerre mondiale.

## Origine
C’est à partir des prototypes SD.II et SD.III que Walter Rethel (en) réalisa à la demande du Reichswehrministerium ce biplan monoplace de chasse destiné à succéder aux Fokker D.XIII du centre clandestin de Lipetsk. Il s’agissait d’un classique biplan à ailes inégales décalées de construction mixte, la voilure ayant une structure en bois et le fuselage une structure tubulaire métallique, le tout entoilé. Le train d’atterrissage était fixe, à essieu brisé.

## Versions
- Arado Ar 64a : Premier prototype, équipé d’un moteur Bristol Jupiter VI à prise directe de 530 ch produit sous licence par Siemens Halske et entraînant une petite hélice quadripale en bois.

- Arado Ar 64b : Les deux prototypes suivants, testés à Lipetsk en 1931, reçurent un moteur 12 cylindres en V BMW VI 6,3 de 640 ch et servirent à la définition du chasseur Ar 65.

- Arado Ar 64c : Dernier prototype, apparu en 1931, qui se distinguait du premier par une structure renforcés et une hélice quadripale de grand diamètre.

- Arado Ar 64D : Version de série à moteur Jupiter VI, identifiable à une dérive agrandie, un train d’atterrissage modifié et une hélice bipale. L’armement comportait en théorie 2 mitrailleuses de capot de 7,9 mm mais il est peu probable qu’il ait été monté sur les 19 appareils pris en compte par le DVS à Schleissheim en 1934/1935 et utilisés comme avions d’entraînement avancé des pilotes civils et militaires.

- Arado Ar 64E : Dernière version, équipée d'un moteur Jupiter VI à réducteur. Utilisé par les Jagdstaffeln des Fliegergruppe Döberitz et Damm, en dotation mixte avec des Ar 65.

## Utilisateurs
- Allemagne : 30 Ar 64 furent commandés par la Luftwaffe clandestine  entre 1931 et 1934, dont 12 à produire par Focke-Wulf. 6 Ar 64D et 5 Ar 64E étaient en compte au 1er avril 1933. Les derniers exemplaires furent livrés courant 1934 et, malgré l’arrivée de l’Ar 65, destiné à lui succéder, 21 Ar 64 restaient en service le 1er juillet 1936.
- Union soviétique : Les premiers Ar 64 avaient été utilisés durant une courte période à Lipetsk et les Russes se firent prêter pour essais un Ar 64 équipé d’un moteur Rolls-Royce avant de commander 24 appareils à livrer début 1933, mais en avril 1936 ils n’avaient reçu que 19 avions.